# Angola i olympiska sommarspelen 2004
Angola i olympiska sommarspelen 2004 bestod av 30 idrottare som blivit uttagna av Angolas olympiska kommitté.

## Basket
Herrar
| Lag         | Vinster | Förluster | Poäng | Första Tiebreaker Särskiljning av lika lag | Andra Tiebreaker Målgenomsnitt för lika lag |
| ----------- | ------- | --------- | ----- | ------------------------------------------ | ------------------------------------------- |
| Litauen     | 5       | 0         | 10    |                                            |                                             |
| Grekland    | 3       | 2         | 8     | 1-1                                        | 1.12                                        |
| Puerto Rico | 3       | 2         | 8     | 1-1                                        | 0.98                                        |
| USA         | 3       | 2         | 8     | 1-1                                        | 0.92                                        |
| Australien  | 1       | 4         | 6     |                                            |                                             |
| Angola      | 0       | 5         | 5     |                                            |                                             |

| 15 augusti 9:00 |                                                 | Angola | 73–78                                                                           | Litauen |  | Helliniko Indoor Arena, Aten Publik: 400 Domare: Chantal Julien (Frankrike) Ma Li Jun (Kina) |
| 15 augusti 9:00 | Resultat efter kvart: 24–14, 8–14, 23–28, 18–22 |        |                                                                                 |         |  | Helliniko Indoor Arena, Aten Publik: 400 Domare: Chantal Julien (Frankrike) Ma Li Jun (Kina) |
| 15 augusti 9:00 | Pts: Lutonda 17 Rebs: Lutonda 4 Asts: Lutonda 6 |        | Pts: Lavrinovič, E. Žukauskas 15 var Rebs: E. Žukauskas 11 Asts: Jasikevičius 6 |         |  | Helliniko Indoor Arena, Aten Publik: 400 Domare: Chantal Julien (Frankrike) Ma Li Jun (Kina) |

| 17 augusti 11:15 |                                                  | Australien | 83–59                                                  | Angola |  | Helliniko Indoor Arena, Aten Publik: 2 400 Domare: Renato Santos (Brasilien) Vladimir Okhrimenko (Ryssland) |
| 17 augusti 11:15 | Resultat efter kvart: 21–13, 24–16, 27–15, 11–15 |            |                                                        |        |  | Helliniko Indoor Arena, Aten Publik: 2 400 Domare: Renato Santos (Brasilien) Vladimir Okhrimenko (Ryssland) |
| 17 augusti 11:15 | Pts: Heal 18 Rebs: Bogut 11 Asts: Smith 3        |            | Pts: Monteiro 18 Rebs: Gomes 9 Asts: 4 players, 1 each |        |  | Helliniko Indoor Arena, Aten Publik: 2 400 Domare: Renato Santos (Brasilien) Vladimir Okhrimenko (Ryssland) |

| 19 augusti 16:45 |                                                  | Puerto Rico | 83–80                                            | Angola |  | Helliniko Indoor Arena, Aten Publik: 12 000 Domare: Reynaldo Sanchez (Dominikanska republiken) Ma Li Jun (Kina) |
| 19 augusti 16:45 | Resultat efter kvart: 19–17, 18–15, 26–34, 20–14 |             |                                                  |        |  | Helliniko Indoor Arena, Aten Publik: 12 000 Domare: Reynaldo Sanchez (Dominikanska republiken) Ma Li Jun (Kina) |
| 19 augusti 16:45 | Pts: Ayuso 17 Rebs: Santiago 10 Asts: Arroyo 6   |             | Pts: de Carvalho 14 Rebs: Moussa 6 Asts: Costa 7 |        |  | Helliniko Indoor Arena, Aten Publik: 12 000 Domare: Reynaldo Sanchez (Dominikanska republiken) Ma Li Jun (Kina) |

| 21 augusti 22:15 |                                                     | Angola | 56–88                                                                   | Grekland |  | Helliniko Indoor Arena, Aten Publik: 12 000 Domare: Mike Homsy (Kanada) Alejandro Chiti (Argentina) |
| 21 augusti 22:15 | Resultat efter kvart: 15–23, 10–20, 10–24, 21–21    |        |                                                                         |          |  | Helliniko Indoor Arena, Aten Publik: 12 000 Domare: Mike Homsy (Kanada) Alejandro Chiti (Argentina) |
| 21 augusti 22:15 | Pts: Costa 12 Rebs: Costa 5 Asts: 5 players, 1 each |        | Pts: Dikoudis 15 Rebs: Dikoudis, Papadopoulos 8 var Asts: Diamantidis 3 |          |  | Helliniko Indoor Arena, Aten Publik: 12 000 Domare: Mike Homsy (Kanada) Alejandro Chiti (Argentina) |

| 23 augusti 14:30 |                                                  | USA | 89–53                                                       | Angola |  | Helliniko Indoor Arena, Aten Publik: 12 000 Domare: Pablo Estevez (Argentina) Philippe Leemann (Schweiz) |
| 23 augusti 14:30 | Resultat efter kvart: 21–14, 23–12, 29–13, 14–14 |     |                                                             |        |  | Helliniko Indoor Arena, Aten Publik: 12 000 Domare: Pablo Estevez (Argentina) Philippe Leemann (Schweiz) |
| 23 augusti 14:30 | Pts: Duncan 15 Rebs: Boozer 9 Asts: James 5      |     | Pts: Monteiro 20 Rebs: Gomes 6 Asts: Monteiro, Moussa 2 var |        |  | Helliniko Indoor Arena, Aten Publik: 12 000 Domare: Pablo Estevez (Argentina) Philippe Leemann (Schweiz) |

## Friidrott
Herrar
Bana, maraton och gång
| João N'Tyamba | Maraton | 2:23:56 | 53 |

Damer
Bana, maraton och gång
| Idrottare | Gren        | Heat     | Heat      | Semifinal        | Semifinal        | Final            | Final            |
| Idrottare | Gren        | Resultat | Placering | Resultat         | Placering        | Resultat         | Placering        |
| --------- | ----------- | -------- | --------- | ---------------- | ---------------- | ---------------- | ---------------- |
| Rosa Saul | 1 500 meter | DNS      | DNS       | Gick inte vidare | Gick inte vidare | Gick inte vidare | Gick inte vidare |

## Handboll
Damer
| Nr | Pos. | Namn               | Födelsedatum (ålder)      | Klubb               |
| -- | ---- | ------------------ | ------------------------- | ------------------- |
| 1  | MV   | Odete Tavares      | 18 augusti 1976 (27 år)   | 1º de Agosto        |
| 3  | VB   | Ilda Bengue        | 30 oktober 1974 (29 år)   | Dijon               |
| 4  | MB   | Belina Larica      | 11 februari 1980 (24 år)  | Petro Atlético      |
| 5  | HY   | Filomena Trinidade | 26 september 1971 (32 år) | Petro Atlético      |
| 6  | P    | Rosa Amaral        | 21 juni 1980 (24 år)      | Petro Atlético      |
| 7  | VY   | Ines Jololo        | 30 november 1975 (28 år)  | 1º de Agosto        |
| 8  | HB   | Nair Almeida       | 23 januari 1984 (20 år)   | Enana               |
| 9  | P    | Lili Torres        | 24 maj 1969 (35 år)       | Petro Atlético      |
| 10 | VY   | Isabel Fernandes   | 5 juni 1985 (19 år)       | Petro Atlético      |
| 11 | MB   | Luisa Kiala        | 25 januari 1982 (22 år)   | Petro Atlético      |
| 12 | MV   | Neyde Barbosa      | 23 september 1980 (23 år) | Enana               |
| 14 | HY   | Dionisia Pio       | 10 februari 1977 (27 år)  | El Ferrobus Mislata |
| 15 | P    | Anica Neto         | 27 december 1972 (31 år)  | 1º de Agosto        |
| 16 | MV   | Maria Pedro        | 29 december 1982 (21 år)  | Petro Atlético      |
| 18 | HB   | Elzira Tavares     | 13 mars 1980 (23 år)      | Enana               |

Gruppspel
| Lag       | Pld | W | L | D | GF  | GA  | Poäng |
| --------- | --- | - | - | - | --- | --- | ----- |
| Sydkorea  | 4   | 3 | 0 | 1 | 135 | 103 | 7     |
| Danmark   | 4   | 3 | 0 | 1 | 125 | 98  | 7     |
| Frankrike | 4   | 2 | 2 | 0 | 105 | 106 | 4     |
| Spanien   | 4   | 0 | 3 | 1 | 86  | 110 | 1     |
| Angola    | 4   | 0 | 3 | 1 | 97  | 131 | 1     |

## Judo
Damer
| Idrottare       | Gren                | Sextondelsfinal             | Åttondelsfinal            | Kvartsfinal          | Semifinal            | Återkval             | Final                | Final     |
| Idrottare       | Gren                | Motståndare Resultat        | Motståndare Resultat      | Motståndare Resultat | Motståndare Resultat | Motståndare Resultat | Motståndare Resultat | Placering |
| --------------- | ------------------- | --------------------------- | ------------------------- | -------------------- | -------------------- | -------------------- | -------------------- | --------- |
| Antonia Moreira | Mellanvikt (-70 kg) | Hernandez (CUB) W 1010–0000 | Kim R-M (PRK) L 0010–1001 | Gick inte vidare     | Gick inte vidare     | Gick inte vidare     | Gick inte vidare     |           |